# Ruggero Deodato
Ruggero Deodato (Potenza, 1939. május 7. – Róma, 2022. december 29.) olasz filmrendező, forgatókönyvíró. Karrierje a műfajok széles skáláját ölelte fel, rendezett vígjátékot, drámát, és  sci-fit is, mégis talán leginkább az erőszakos és véres horrorfilmek rendezéséről ismert. Legismertebb filmje a Cannibal Holocaust, amelyet a filmtörténet egyik legvitatottabb és legbrutálisabb filmjeként tartanak számon és számos országban lefoglalták, betiltották vagy erősen cenzúrázták, és amely olyan realisztikus speciális effekteket tartalmazott, hogy Deodatót gyilkosság gyanújával letartóztatták. A filmet olyan found footage-filmek előfutáraként is említik, mint az Ideglelés (Blair Witch Project). Deodato Franciaországban megkapta a "Monsieur Cannibal" becenevet.
Deodato olyan filmrendezők munkásságaira volt hatással, mint Oliver Stone, Quentin Tarantino és Eli Roth.

## Élete
Deodato Potenzában született, és gyermekkorában családjával Rómába költözött. Dániába ment, és 7 évesen kezdett el zongorázni és egy kis zenekart vezényelni. Miután visszatért Olaszországba, abbahagyta a zenélést. 
Deodato egy farmon nőtt fel, majd tizennyolc évesen pedig azon a környéken élt, ahol Róma nagy filmstúdiói voltak. Roberto Rossellini filmrendező fiával kötött barátsága révén tanult meg filmet rendezni, Rossellini és Sergio Corbucci mellett, rendezőasszisztensként dolgozott. Corbucci Django című filmjének is ő volt a segédrendezője. Később, az 1960-as években rendezett néhány vígjátékot, musicalt és thrillerfilmet, majd  tévéreklámokkal foglalkozott. 1976-ban tért vissza a filmvászonra Uomini si nasce poliziotti si muore című, ultra-erőszakos rendőrfilmmel. 
Deodato 1971 és 1979 között Silvia Dionisio színésznő férje volt. A házasságból egy fia született.
1977-ben rendezte Az utolsó kannibálvilág (Ultimo mondo cannibale) című kannibálos horrorfilmet, amellyel "újraindította" az évekkel korábban Umberto Lenzi olasz rendező által elkezdett kannibálfilm/mondo műfajt. 
1979-ben rendezte a hihetetlenül megosztó Cannibal Holocaust című filmet, amelyet az Amazonas esőerdejében forgattak körülbelül 100 000 dolláros költségvetésből, a főszerepekben pedig Robert Kerman, Francesca Ciardi és Carl Gabriel Yorke szerepelt. A film egy csoport filmesről szól, akik az Amazonas esőerdőbe mennek dokumentumfilmet forgatni. Deodato hatalmas vitákat váltott ki Olaszországban és világszerte a Cannibal Holocaust bemutatását követően a túlságosan realisztikus véres effektek miatt. Deodatót gyilkosság gyanújával letartóztatták, és később kénytelen volt felfedni a film speciális effektusai mögött rejlő titkokat, és felvonultatni a szereplőket egy olasz bíróság előtt, hogy bizonyítsa, hogy még életben vannak. Deodato azért is támadták, mert filmjeiben valódi állatkínzást alkalmazott. A számos kritika ellenére a Cannibal Holocaustot a horror műfaj klasszikusának tartják, és a found footage-műfaj megalkotója lett.
Az 1980-as években készített még néhány slasher/horrorfilmet. Az 1990-es években a tévéfilmek és drámák felé fordult. 2007-ben a Motel 2. című horrorfilmben egy olasz kannibál szerepében tűnt fel.
2019-ben egy dokumentumfilmmel tisztelegtek az élete és karrierje előtt Deodato Holocaust címmel, amit Felipe M. Guerra brazil filmrendező rendezett. 
Deodato 2022. december 29-én, 83 éves korában halt meg Rómában.

## Filmjei

### Rendezőként
| Év   | Magyar cím                 | Eredeti cím/Amerikai cím                                                         |
| ---- | -------------------------- | -------------------------------------------------------------------------------- |
| 1964 |                            | Ursus, il terrore dei kirghisi Hercules, Prisoner of Evil                        |
| 1968 |                            | Fenomenal e il tesoro di Tutankamen Phenomenal and the Treasure of Tutankhamen   |
| 1969 |                            | Zenabel The Naked General                                                        |
| 1975 |                            | Ondata di piacere Waves of Lust (Loves of a Nymphocímen is futott)               |
| 1976 |                            | Uomini si nasce poliziotti si muore Live Like a Cop, Die Like a Man              |
| 1977 | Az utolsó kannibál világ   | Ultimo mondo cannibale Jungle Holocaust(The Last Cannibal World címen is futott) |
| 1978 |                            | L'ultimo sapore dell'aria Last Feelings                                          |
| 1979 | S O.S. Concorde            | Concorde Affaire '79 The Concorde Affair                                         |
| 1980 | Cannibal Holocaust         |                                                                                  |
| 1980 | Ház a park szélén          | La casa sperduta nel parco Trap for a Rapist                                     |
| 1983 |                            | I predatori di Atlantide Atlantis Interceptors                                   |
| 1985 | Szállj el messze           | Inferno in dirreta Cut and Run                                                   |
| 1986 | A sivatag lovagja          | Lone Runner                                                                      |
| 1987 |                            | Camping del terrore Body Count                                                   |
| 1987 | Barbár fivérek             | The Barbarians                                                                   |
| 1988 |                            | Un delitto poco comune Phantom of Death                                          |
| 1988 | Minaccia d'amore Dial Help |                                                                                  |
| 1993 |                            | Vortice Mortale The Washing Machine                                              |
| 1998 |                            | Sotto il cielo dell'Africa                                                       |
| 2004 |                            | Padre Speranza                                                                   |
| 2016 |                            | Ballad in Blood                                                                  |
| 2019 |                            | Deathcember – Casetta Sperduta in Campagna című szegmens                         |

### Televíziós munkák
| Év        | Cím (alul az eredeti cím)                    | Műfaj              | Megjegyzés                    |
| --------- | -------------------------------------------- | ------------------ | ----------------------------- |
| 1969      | Il triangolo rosso                           | Televíziós sorozat | 6 rész                        |
| 1971-1973 | All'ultimo minuto                            | Televíziós sorozat | 13 rész                       |
| 1989      | Zsarolás Il ricatto                          | Televíziós sorozat | 2 rész                        |
| 1989      | Oceano                                       | Minisorozat        | 6 rész                        |
| 1993      | I ragazzi del muretto                        | Televíziós sorozat | 8 rész                        |
| 1997      | Őrangyalok Noi siamo angeli                  | Televíziós sorozat | 6 rész                        |
| 1999      | Szerelmem, Afrika Sotto il cielo dell'Africa | Televíziós sorozat | 10 részben                    |
| 2002      | Atyai pofonosztó Padre Speranza              | TV-film            |                               |
| 2005      | Incantesimo 8                                | Televíziós sorozat | Nem tudni hány rész rendezett |

### Színészként
| Év   | Cím                      | Szerep         |
| ---- | ------------------------ | -------------- |
| 2007 | Motel 2. Hostel: Part II | Olasz kannibál |
| 2010 | Red Warlock – Awakening  | Ügyfél         |
| 2013 | Chimères                 | Vásárló        |

### Videójáték
| Év   | Címe                       | Megjegyzés                             |
| ---- | -------------------------- | -------------------------------------- |
| 2022 | Borneo: A Jungle Nightmare | Forgatókönyv rendező (Script Director) |

## Fordítás
Ez a szócikk részben vagy egészben  a   Ruggero Deodato című angol Wikipédia-szócikk fordításán alapul.  Az eredeti cikk szerkesztőit annak laptörténete sorolja fel. Ez a jelzés csupán a megfogalmazás eredetét és a szerzői jogokat jelzi, nem szolgál a cikkben szereplő információk forrásmegjelöléseként.